# Miroč
Miroč (kyrillisch: Мироч) ist ein Dorf in der Gemeinde Majdanpek und im Bezirk Bor im Osten Serbiens.

## Einwohner
Die Volkszählung 2002 (Eigennennung) ergab, dass 406 Menschen in dem Dorf leben. Davon waren:
|           | Anzahl | Prozent |
| Gesamt    | 406    | 100     |
| Serben    | 401    | 98,76   |
| Kroaten   | 1      | 0,24    |
| Unbekannt | 4      | 0,97    |

Frühere Volkszählungen:
- 1948: 609
- 1953: 687
- 1961: 642
- 1971: 624
- 1981: 501
- 1991: 468